# 26283 Oswalt
26283 Oswalt este o planetă minoră (asteroid), cu un diametru de 2,996 km, din centura de asteroizi. A fost descoperită pe 17 septembrie 1998 la Stația Anderson Mesa de Lowell Observatory Near-Earth-Object Search. 
Obiectul prezintă o orbită caracterizată de o semiaxă mare de 2,1678168 UAi, o excentricitate de 0,18, o înclinație de 3,54051 ° în raport cu ecliptica.